# Sarılar (Manavgat)
Sarılar ist ein Ortsteil (Mahalle) der Stadtgemeinde (Belediye) Manavgat, die ihrerseits der türkischen Großstadtgemeinde (Büyükşehir Belediyesi) Antalya angehört.  Sarılar liegt im Norden des Ortskerns von Manavgat.

## Geschichte
Das alte Dorf (Köy) Sarılar wurde am 9. Oktober 1998 zu einer Belediye und 2012 zu einem Mahalle von Manavgat.
| Einwohner | Einwohner |
| --------- | --------- |
| 2022      | 26.776    |
| 2021      | 25.488    |
| 2020      | 24.700    |
| 2019      | 23.912    |
| 2018      | 21.738    |
| 2017      | 21.003    |
| 2016      | 19.723    |

Insgesamt beträgt die Bevölkerung 26.776, davon sind 13.846 männlich und 12.930 weiblich.